# Выставка собак

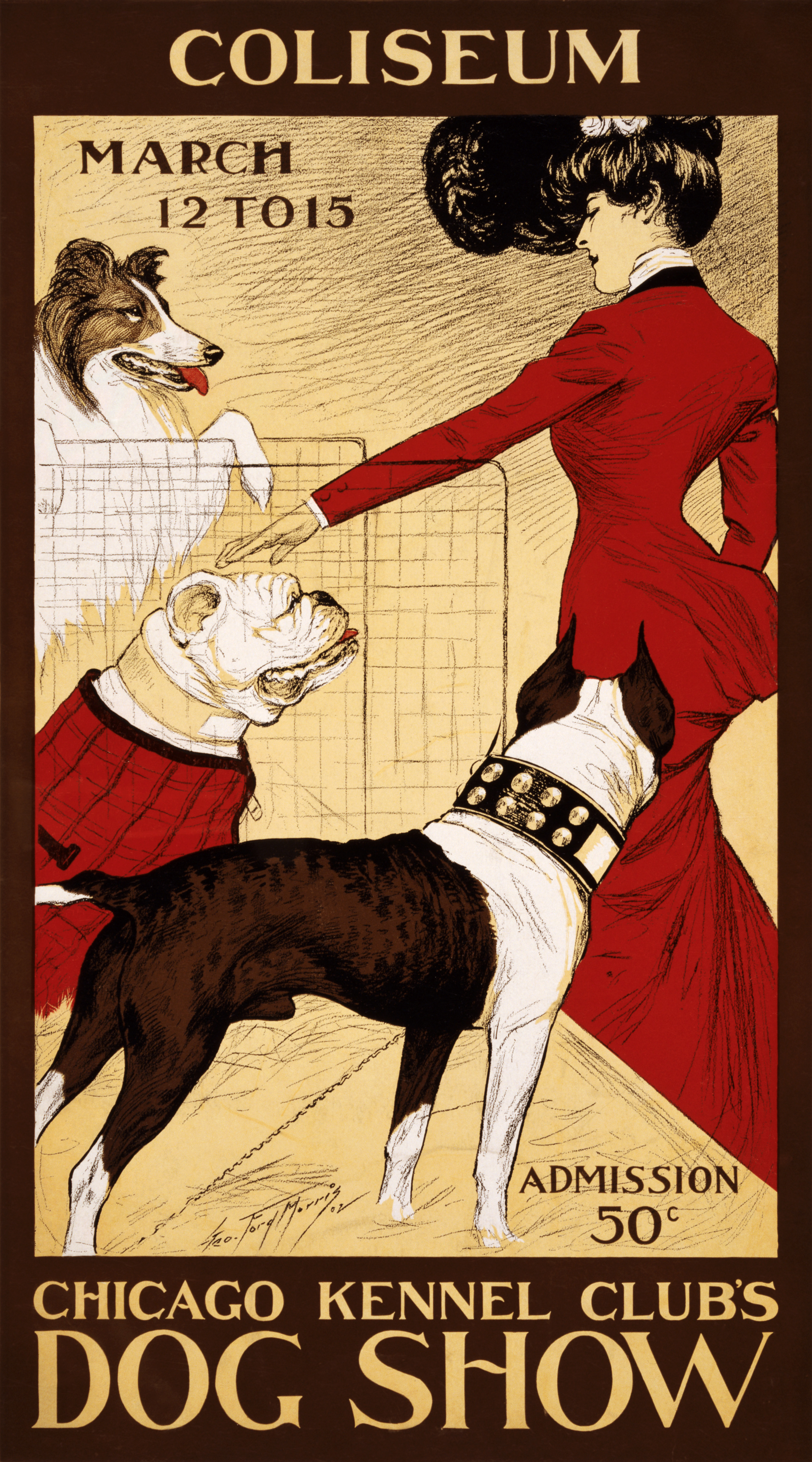
Афиша выставки 1902 года в Чикаго

Вы́ставка соба́к — публичное мероприятие по оценке соответствия собак стандартам определённой породы, с целью выявления лучшего представителя породы и их дальнейшего разведения. Оценку проводят эксперты, имеющие соответствующую лицензию.

## История
Мероприятия, которые условно можно было бы отнести к выставкам собак, проходили в разных странах довольно давно. Выставки собак в современном представлении стали появляться только в начале 19 века. По одному из мнений — первая полноценная выставка проходила в Ньюкасле (Англия), 28-29 июня 1859 года в рамках ежегодной выставки скота. На выставке было представлено всего 27 сеттеров, 23 пойнтера и 11 собак других пород из группы пород охотничьих собак. Призовым фондом служили ружья. Позднее, в ноябре того же года в Бирмингеме тот же организатор провел ещё одну выставку. Бирмингемская выставка собрал около 80 участников и имела очень большой успех. В итоге было создано общество «Birmingham Dog Show Society» и уже год спустя оно провело первую Национальную выставку собак, на которой выставлялись 267 собак из 30 пород, представленных в 42 классах. К концу 1860-х годов Национальная выставка собак привлекла более 700 собак и 20 000 посетителей.
Число и масштаб выставок собак быстро росли. К 1862 году это популярное мероприятие пришло в Лондон. В 1863 году, в рамках недельной феерии, проходившей в Челси, прошла выставка, посвященная новому увлечению Викторианской Англии, называемому «Dog Fancy ». Это было главное событие сезона. Выставка собрала около 100 000 посетителей, включая Принца Уэльского.
Выставки организовывались по всей стране и не всегда соответствовали должному качеству. Известные собаководы, обеспокоенные репутацией низкосортных выставок, в 1873 году в Лондоне под руководством члена парламента Сьюаллиса Эвелин Ширли основали Кеннел-клуб. Среди основателей был также Дж. Х. Уолш, который был судьей на первом в истории шоу в 1859 году. Он сделал так много для популяризации показа племенных животных, что его назвали «отцом современного dog show». Первое шоу, организованное клубом, состоялось в том же 1873 году.

### Распространение по миру

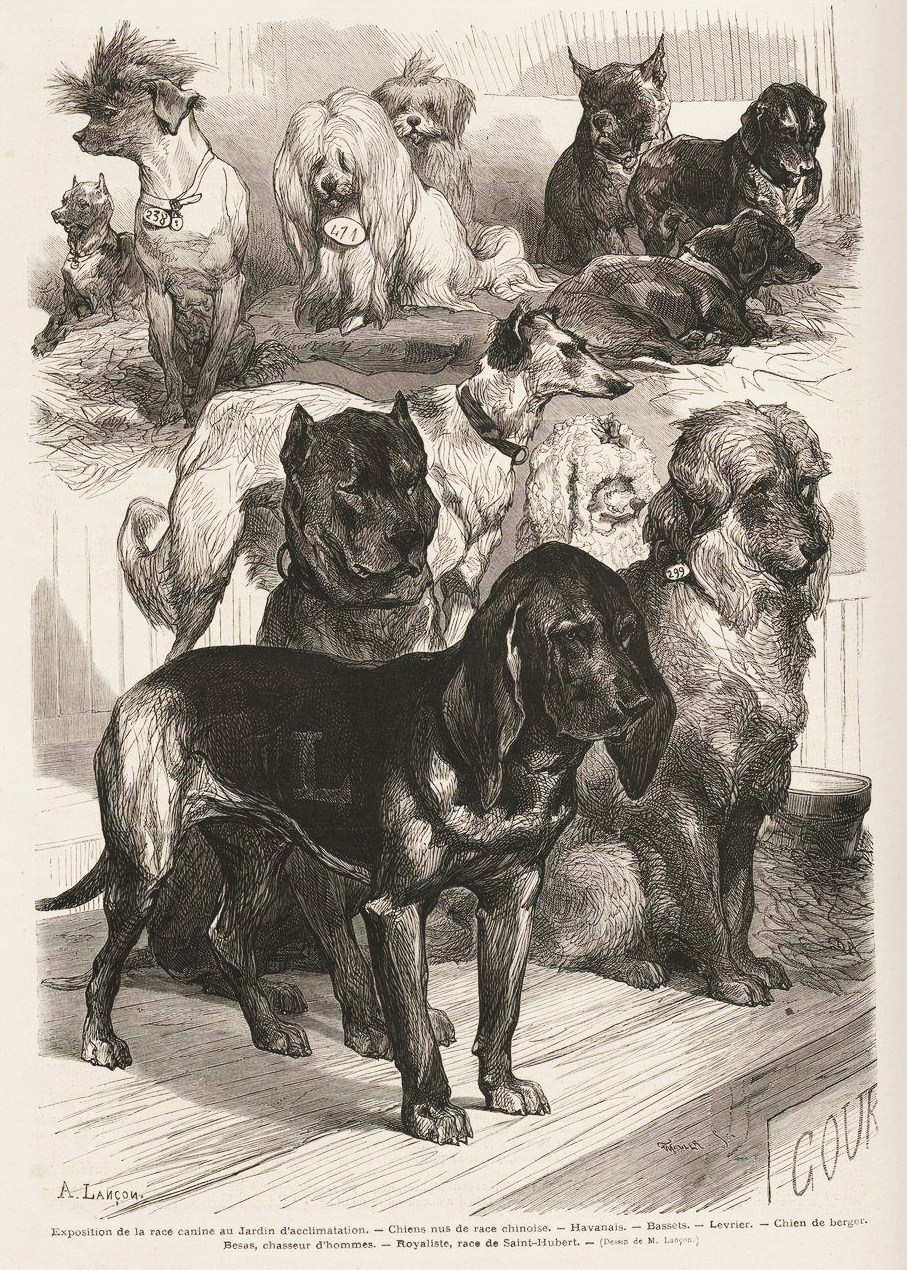
Собаки разных пород на выставке в Париже 31 мая 1873 года. Рисунок в газете Le Monde illustré

Выставки собак в новом формате быстро увлекли собаководов по всему миру.
- Французская Республика — Первая французская выставка собак состоялась в 1863 году в Ботаническом саду Булонского леса, недалеко от Парижа. Несмотря на покровительство юного принца Наполеона, показавшего на той выставке свору гончих, прошло 18 лет до создания французского клуба собаководства в 1881 году[4].
- Германия — Первая выставка собак в Германии проходила с 14 по 20 июля 1863 года в Гамбурге. В выставке приняли участие 543 собаки.[5][6]
- Российская империя — Первые шаги к культурному, общественному собаководству были сделаны при Александре II. Именно в эти годы происходит постепенное смещение центра размножения собак из родовых поместий дворян в губернские города и столицы империи. 25 ноября 1862 года- был зарегистрирован устав "Московского общества охоты",г. Москва, Ильинка, старый гостиный двор,93  (с 1897г.именуется,как " Московское общество охоты имени Императора Александра II.[7] В октябре 1869 года в Российской Империи была проведена первая, известная на сегодня, выставка собак различных пород. Выставка была проведена "Обществом покровительства животных" в манеже князя Меньшикова в Санкт-Петербурге по Адмиралтейскому каналу. На выставке было представлено свыше 1000 собак 60 разных пород.Статья о выставке,была опубликована в журнале "Всемирная Иллюстрация" 1869г.,№48 от 22 ноября [8] Отчёт о выставке был опубликован в "Историческом очерке Российского общества покровительства животным"(период 1865-1875),1875г.,стр.96 глава VIII - "Выставки и публичные чтения, устроенные обществом." 03 июня 1872 года был зарегистрирован устав "Императорского общества размножения охотничьих и промысловых животных и правильной охоты"-г.Москва,Поварская,Борисоглебский переулок,дом Селивачёвой №15[9]. Это было первое Центральное охотничье общество в Российской Империи.Общество имело право вести свою деятельность на всей территории Российской Империи Члены-основатели общества: граф Г.А.Чертков-первый вице-президент общества,В.А.Шереметев,Н.А.Львов,Князь Д.М.Голицын,С.С.Подгорецкий,С.И.Лямин,В.Н.Лепёшкин,В.Н.Радаков. Августейшим президентом общества согласился стать Великий князь Владимир Александрович (1847-1909) 26 декабря 1874 года на территории Манежа в Москве эта организация провела свою первую выставку собак, которая впоследствии стала ежегодной. Судейская комиссия оценивала охотничьи породы: 17 групп борзых, 40 гончих собак и 39 подружейных особей. Вне конкурса выставлялись также «дамские» (декоративные) и «деловые» (служебные) породы. Оценку конкурсантов проводила комиссия, в которую входили члены Императорского общества размножения охотничьих и промысловых животных и правильной охоты. С 1874 года выставки собак проводились регулярно до 1917 года. В России появлялись и другие собаководческие общества, которые занимались не только охотничьими породами. После революции первая выставка собак прошла в 1923 году[10].
- Соединённые Штаты Америки — Первое американское Dog Show состоялось 4 июня 1874 года в Чикаго, штат Иллинойс. Выставка была организована по правилам Английского Кеннел-клуба Ассоциацией спортсменов штата Иллинойс.[11] Первая официальная выставка собак в США была проведена в 1877 году при поддержке Вестминстерского Кеннел Клуба. Ежегодные выставки, спонсируемые этим клубом собаководов в Нью-Йорке и Международным клубом собаководов в Чикаго (с 1900 года), являются двумя наиболее важными выставками собак в Соединенных Штатах[12].

### Влияние на культуру
Появление нового модного тренда привело к тому, что собаководство, ранее ориентированное на узкие сельскохозяйственные и охотничьи интересы, стало трансформироваться в массовое, ориентированное на зрелищные потребительские запросы. Это значительно повлияло на потребительскую культуру, в которой общественные интересы обеспечивали организованный досуг. Выставки собак, которые начались как новинка на сельскохозяйственных ярмарках или как встречи в пабе к концу 19 века становятся основными событиями, проводимыми на передовых площадках. Сродни большим торговым выставкам века, выставки собак продвигались как образование и развлечения для масс, и как витрины для пород и заводчиков.
Круг тех, кого в то время называли «собачьими людьми», расширялся. В то время когда землевладельческие классы держали свои большие псарни, стало расти количество питомников в индустриальных регионах. Викторианская «Dog Fancy» с ростом конкуренции часто была связана с евгеникой и с злоупотреблением инбридингом, что приводило к ущербу здоровью собак. Однако упорный труд и совершенствование племенной работы увлеченных людей принесли свои плоды. Через выставки собак в разных странах популяризировались новые и забытые породы, налаживались международные взаимоотношения собаководов. Особые породные «бренды» в определённые исторические моменты несли специфические ассоциации, которые отражали и усиливали другие виды культурного и социального капитала. Например Русская борзая, малоизвестная в Британии в середине 19-го века к концу 20-го стала символом восточной экзотики, такой же романтической и авангардной, как Русский Балет.

## Типы и ранги выставок
При экспертизе в ринге по усмотрению эксперта могут присуждаться и вноситься в дипломы следующие титулы:
BIB - Лучший Бэби Породы.
BIP - Лучший Щенок Породы.
BIJ - Лучший Юниор Породы.
СW (class winner) – Победитель класса.
СС - Сертификат Соответствия.
CAC - Кандидат в национальные Чемпионы красоты.
R.CAC - Резервный кандидат в национальные Чемпионы красоты.
CACIB - Кандидат в интернациональные Чемпионы красоты.
R.CACIB - Резерв. кандидат в интернациональные Чемпионы красоты.
BOS - Лучшая Сука Породы, Лучший кобель породы.
ВОВ - Лучший Представитель Породы.
BIG - Победитель группы (1,2,3 – место).
BIS - Победитель общего беста (1,2,3 – место).
- Все резервные титулы могут присуждаться только при условии, что присуждены основные. Например, если не присужден САС, R.CAC не присуждается. Аналогично для СACIB и R.CACIB.
- Титулы присуждаются во всех породах с точностью до предусматриваемых стандартом различий в росте, типе шерсти и в каждом окрасе, если экспертиза проводится раздельно по окрасам.
- На Международной выставке, если хотя бы одной собаке в породе присужден титул САС, то судья обязан присвоить CACIB.
- На всех выставках РКФ и FCI экспертиза пород одной группы проводится в один выставочный день.
- Для собак, получивших титул ВОВ (ЛПП) и не вышедших на Best-ринг, все титулы аннулируются.
- Решение эксперта окончательно и изменению не подлежит. Протесты на результаты экспертизы не принимаются и не рассматриваются.

## Выставочные классы

### В системе FCI
Кинологические федерации, члены Международной кинологической Федерации, проводят сравнение собак на выставках в следующих классах:
- класс бэби (Baby) — с 3 до 6 месяцев (наличие на выставке класса бэби определяется решением организатора выставки);
- класс щенков (Puppy) — с 6 до 9 месяцев;
- класс юниоров (Junior) — с 9 до 18 месяцев;
- класс промежуточный (Intermediate) — с 15 до 24 месяцев;
- класс открытый (Open) — c 15 месяцев;
- класс рабочий (Working) — с 15 месяцев (необходим сертификат по рабочим качествам);
- класс чемпионов (Champion) — с 15 месяцев (необходим сертификат или диплом чемпиона любой страны — члена FCI или АКС, КС, СКС или Интернационального чемпиона красоты FCI);
- класс ветеранов (Veteran) — с 8 лет.

### В системе AKC
Выставки собак, проходящие по правилам Американского клуба собаководства, разделяют участников на следующие классы:
- класс щенков (Puppy) — с 6 до 12 месяцев (эту группу часто подразделяют на две подгруппы: с 6 до 9 месяцев и с 9 до 12 месяцев);
- класс новичков (Novice) — c 12 месяцев (для начинающих владельцев и неопытных хендлеров);
- класс собак Американского разведения (American Bred);
- класс собак, выставляемых заводчиками (Bred By Exhibitor) — в этом классе хэндлер, должен быть заводчиком и владельцем собаки;
- класс открытый (Open) — класс для зрелых собак и опытных хендлеров.

### В системе CKC
Выставки собак Канадского клуба собаководства применяют классы, схожие с американской системой:
- класс младших щенков (Junior Puppy) — с 6 до 9 месяцев;
- класс старших щенков (Senior Puppy) — с 9 до 12 месяцев;
- класс собак Канадского разведения (Canadian Bred);
- класс собак, выставляемых заводчиками (Bred By Exhibitor) — в этом классе хэндлер, должен быть заводчиком и владельцем собаки;
- класс открытый (Open) — для остальных собак.

### В системе KC
Английский Кеннел-клуб отличается наибольшим разнообразием выставочных классов. Классы могут зависеть от типа выставки (основными являются — открытая выставка «Open Show» или «OSH», и чемпионат «Championship Show» или «CHSH»). На выставках ограниченных одной породой или группой пород число классов может достигать 25. К основным выставочным классам относятся:
- класс бэби (Baby) — с 3 до 6 месяцев
- класс младших щенков (Minor Puppy «MP») — с 6 до 9 месяцев;
- класс щенков (Puppy «P») — с 6 до 12 месяцев;
- класс юниоров (Junior «J») — с 6 до 18 месяцев;
- класс годовалый (Yearling «Y») — с 12 до 24 месяцев;
- класс вступительный (Beginner «B») — для владельца, хендлера или собаки, не выигравшего ни одного первого приза в классе на чемпионате или открытой выставке.
- класс первый (Maiden «M») — для собак, не получивших ни одного титула CC[15] на открытых выставках или чемпионатах (за исключением классов щенков);
- класс новичков (Novice «N») — для собак, не имеющих ни одного титула СС или получивших 1-2 первых приза в классе на открытых выставках или чемпионатах;
- класс начинающих (Tyro «T») — для собак, не имеющих ни одного титула СС или получивших 1-4 первых приза в классе на открытых выставках или чемпионатах;
- класс заканчивающих (Under Graduate «UG») — для собак, не имеющих ни одного титула СС или получивших 1-2 первых приза в классе на открытых выставках или чемпионатах;
- класс выпускников (Graduate «G») — для собак, не имеющих ни одного титула СС или получивших 1-3 первых приза на открытых выставках или чемпионатах в классах выпускников, закончивших, младшем ограниченном, среднем ограниченном и открытом;
- класс закончивших (Post Graduate «PG») — для собак, не имеющих ни одного титула СС или получивших 1-3 первых приза на открытых выставках или чемпионатах в классах закончивших, младшем ограниченном, среднем ограниченном, ограниченном и открытом;
- класс младший ограниченный (Minor Limit «Minor L») — для собак одной породы, имеющих 1 СС или получивших 1-2 первых приза на чемпионатах в классах младшем ограниченном, среднем ограниченном, ограниченном и открытом на выставках, где данная порода имела право на СС;
- класс средний ограниченный (Mid Limit «ML») — для собак одной породы, имеющих 1-2 СС или получивших 1-4 первых приза на чемпионатах в классах среднем ограниченном, ограниченном и открытом на выставках, где порода имела право на СС;
- класс ограниченный (Limit «L») — для собак одной породы, не выигравших 3 СС, присужденных тремя разными судьями, или получивших 1-6 первых призов на чемпионатах в классах ограниченном и открытом на выставках, где порода имела право на СС (собаки, имеющие 3 СС, полученные под тремя различными судьями формально являются Чемпионами и могут участвовать только в Открытом или Ветеранском классах);
- класс открытый (Open «O») — класс открыт для любой собаки, имеющей право участвовать в шоу, без каких-либо ограничений;
- класс ветеранов (Veteran «V») — с 7 лет;
- класс специальный вступительный (Special Beginners «S Beg») — для собак, не имеющих ни одного титула СС, выставляемых непосредственно их владельцами;
- класс специальный открытый (Special Open «SO») — открытый класс с разделением по окрасам (для монопородных выставок);
- класс специальный рабочий (Special Working «SW») — для собак, имеющих рабочий диплом (квалификацию) 1, 2, 3 или 4 степени.

### В Австралии
По правилам Австралийского Национального Кеннел Совета (ANKC ) экспоненты разделяются на следующие классы:
- класс бэби щенков (Baby Puppy) — с 3 до 6 месяцев;
- класс молодых щенков (Minor Puppy) — с 6 до 9 месяцев;
- класс щенков (Puppy) — с 6 до 12 месяцев;
- класс юниоров (Junior) — с 9 до 18 месяцев;
- класс промежуточный (Intermediate) — с 18 до 36 месяцев;
- класс ограниченный (Limit) — собаки не являющиеся чемпионами;
- класс собак Австралийского разведения (Australian Bred);
- класс открытый (Open) — c 6 месяцев;

## Экспертиза и судейство

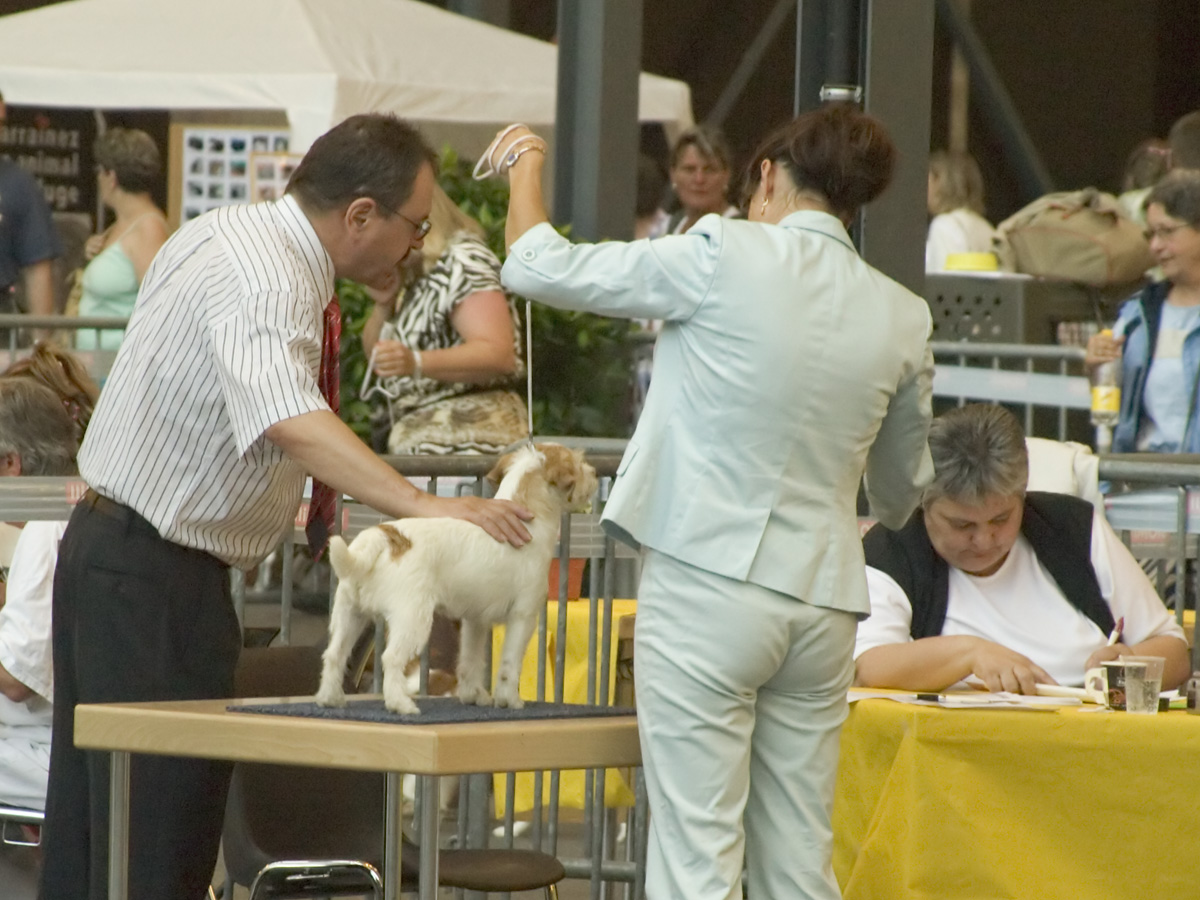
Мануальный осмотр и описание собаки экспертом на выставке в Бюле. 2006 год.

Экспертиза на выставке сводится к последовательному исключению наименее соответствующих стандарту породы и/или выделении (по мнению судьи) наиболее ярких представителей породы, которое заканчивается тем, что лучшей собаке присваивается звание «Лучший представитель породы» (ЛПП или BOB). Собак оценивают раздельно по полу и возрасту, согласно выставочным классам. Если это всепородная выставка, процесс исключения продолжается до тех пор, пока не остается одна собака, которой присваивается титул «Лучшая собака выставки» (BIS). Основной метод экспертизы — глазомерная оценка, которая включает в себе осмотр каждой собаки в статике (стойке) и в движении (шагом, рысью). Внимательный осмотр позволяет объективно оценить все детали строения собаки, отметить малейшие отклонения от нормы, выделить особенности развития и выраженность отдельных статей, определить типичность, гармоничность и пропорциональность строения собаки и на этой основе произвести оценку экстерьера.
Экспертиза должна быть не предвзятой, не заключаться в сравнение одной собаки с другой, а быть основана на сравнение каждой собаки с мысленным представлением судьи об идеальном фенотипе, как указано в стандарте отдельной породы . Эксперты пытаются идентифицировать собак на соответствие официально опубликованным для каждой породы стандартам. Как правило, судья имеют право судить одну или несколько пород, часто в одной и той же группе. Многие судьи имеют подготовку, стаж и опыт, позволяющие судить все породы (судьи — оллраундеры). Обычно эксперт выбирается клубом, проводящим выставку и согласовывается с вышестоящей организацией (федерацией). Для выставки каждого ранга есть определённая группа экспертов, категория которых позволяет им судить выставку данного уровня.
Собак выставляют на ринговке (тонкая выставочная удавка или тонкая цепочка). В каждом классе эксперт сначала проводит индивидуальный осмотр собак на предмет их соответствия стандарту породы. Он осматривает визуально и мануально каждую собаку в стойке, проверяет прикус и комплектность зубной системы, у кобелей проверяет наличие и достаточное развитие обоих семенников (отсутствие крипторхизма). Также оцениваются движения собаки, для этого судья может попросить хендлера продемонстрировать собаку в движении по кругу, вперед-назад от эксперта, по треугольнику. Хендлеры, держа собак слева от себя левым боком к эксперту, по его команде начинают движение против часовой стрелки аллюром, наиболее характерным для данной породы. После или во время осмотра судья диктует ассистенту описание собаки, если это регламентировано правилами и рангом выставки. Также судья выставляет каждой собаке оценку: «отлично», «очень хорошо», «хорошо», «удовлетворительно», «неудовлетворительно» или «дисквалификация».
После индивидуального осмотра эксперт сравнивает всех собак между собой в стойках и в движении и расставляет их по местам, исходя из наибольшего соответствия стандарту породы. Собака, занявшая первая место, получает титул «Победитель класса», а также сертификат, согласно рангу выставки (СС, САС, КЧК и т. п.). Титул может получить только собака, имеющая оценку «отлично». В случае, если эксперт не дал ни одной собаке в классе высшую оценку, титул и сертификат не присуждаются. После сравнения в каждом классе, победители классов сравниваются между собой для присуждения более высоких титулов.

## Определение победителей и присвоение титулов

### В системе FCI
Сравнение собак проводится в различных классах согласно их полу и возрасту. В каждом классе определяются призёры и победители, после чего победители классов сравниваются на звание «Лучший юниор», «Лучшая сука» и «Лучший кобель», «Лучший ветеран». Обладатели этих титулов затем соревнуются за звание «Лучшего представителя породы».
Затем все лучшие представители в своей группе пород соревнуются за титул «Лучшая собака в группе», а победители групп проходят в финальный конкурс выставки «Лучшая собака выставки» или «Best in Show».

### В системе AKC

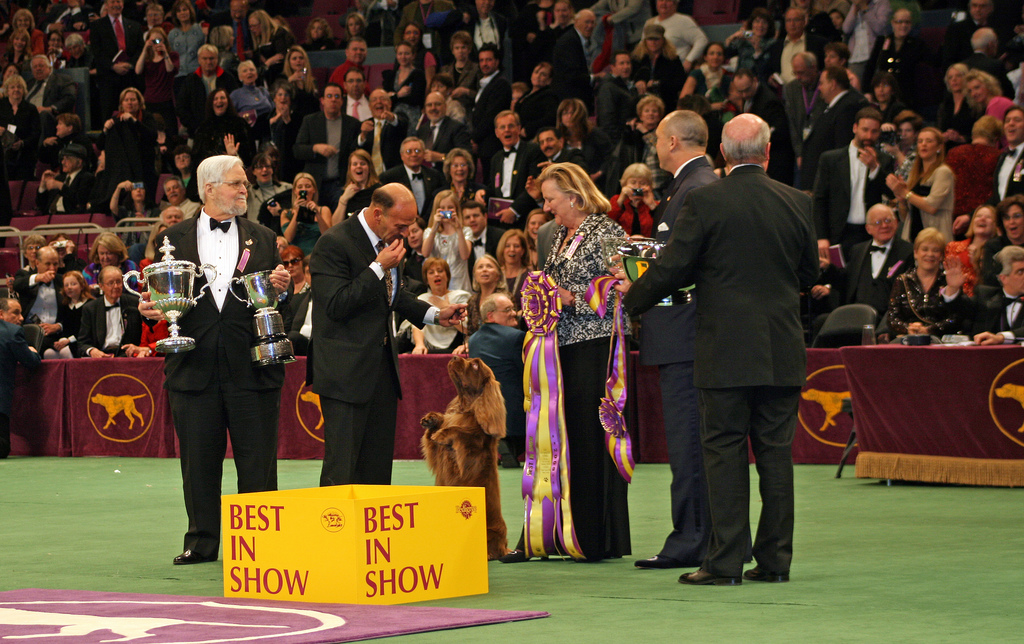
Лучшая собака выставки — Суссекс-спаниель. Westminster Kennel Club Dog Show 2019 год.

Собаки на выставках AKC соревнуются за присуждаемые на них баллы. Собаки не получают оценок «отлично», «хорошо» или «очень хорошо». Эксперт сравнивает между собой участников ринга и выбирает четырёх лучших (призеров для расстановки класса), остальные уходят. Дальнейшее соревнование продолжают победители всех классов, получившие от эксперта Голубую ленту (Blue ribbon). Среди всех победителей классов (кобелей и сук раздельно) выбирается Победитель кобель (ЛК — лучший кобель) и Победитель сука (ЛС — лучшая сука), эти собаки и получают определённое количество баллов на данной выставке. Затем, из класса, откуда был выбран Победитель, выходит собака, занявшая второе место, и выбирается Резервный Победитель. Собаки, получившие Резерв, не получают баллов.
Для того чтобы стать официальным чемпионом AKC, собака должна заработать 15 баллов, которые должны быть присуждены, по крайней мере, тремя разными судьями и включать две «высшие победы», присужденные двумя разными судьями. Количество присуждаемых баллов (от одного до пяти баллов) зависит от количества собак на данной выставке. Минимальное число собак может быть разным, в зависимости от породы, пола и региона проведения выставки. АКС ежегодно утверждает планы, в которых старается равномерно распределять проведение выставок по породам и регионам. Присуждение трех, четырёх или пяти баллов считается «высшей победой» (major).

### В системе KC
Для получения титула «Английский Чемпион» требуется 3 СС от трех разных судей, полученных на выставках ранга «Championship Show» (CHSH). Для собак рабочих пород необходим также рабочий диплом «Show Gundog Working Certificate» (специализированные рабочие состязания для выставочных собак рабочих пород). Оценки полученные на открытых выставках «Open Show» в зачет для получения титула чемпиона не идут.
Сертификаты СС должны быть получены после того, как собаке исполнилось 12 месяцев. Сертификаты полученные до достижения собакой возраста 12 месяцев не учитываются при оформлении титула чемпиона. СС получают Лучший кобель и Лучшая сука при сравнении всех классов без исключения. В Великобритании число сертификатов, выдаваемых Английским клубом собаководства на конкретную породу, зависит от числа собак данной породы, зарегистрированных в нём.
Кроме оценок и сертификатов для экспонента собирается статистика побед и оценивается по бальной системе. Так для получения титула «Молодой победитель» участнику, необходимо набрать более 25 баллов в возрасте до 18 месяцев. По одному баллу начисляется за каждый первый приз (CW), выигранный в классе породы на открытой выставке, и по три балла — за каждое первое место на чемпионате.

### В Австралии
Звание «Чемпион Австралии» можно получить путем набора 100 баллов. Баллы рассчитываются исходя из количества собак, которых обошла в отборе выигравшая класс собака. Лучший кобель и Лучшая сука соревнуются за Challenge Certificates (CC). Если судья считает, что качество собак данной породы на выставке невелико, то он может отказать в выдаче сертификата. За СС собака получает 5 баллов и по 1 баллу за каждую собаку составившую ей конкуренцию.
Максимальное число баллов — 25 (присуждается за титул Лучший представитель породы). Если собака стала победителем в группе (BIG), то баллы будут увеличены ещё на 25. Один судья не может присудить более 50 баллов одной собаке на одном Чемпионате собак. Собака, чтобы претендовать на звание Чемпиона, должна получить свои последние 25 баллов в возрасте старше 12 месяцев.
Существует также звание «Гранд Чемпион», для получения которого необходимо набрать 1000 баллов и иметь в списке побед 3 BIS (Best in Show) или 10 BIG (Best in Group).

## Наиболее известные выставки собак
| Название                         | Страна         | Год основания | Организация                            |
| -------------------------------- | -------------- | ------------- | -------------------------------------- |
| Crufts                           | Великобритания | 1891          | Английский Кеннел-клуб                 |
| Westminster Kennel Club Dog Show | США            | 1877          | Westminster Kennel Club                |
| National Dog Show                | США            | 1879          | Американский клуб собаководства        |
| World Dog Show                   | Весь мир       | 1971          | Международная кинологическая федерация |